# Senat Diepgen II
Der Senat Diepgen II war vom 18. April 1985 bis 16. März 1989 die Regierung von West-Berlin.

## Mitglieder
| Amt                                               | Name                                     | Partei | Partei    |
| ------------------------------------------------- | ---------------------------------------- | ------ | --------- |
| Regierender Bürgermeister                         | Eberhard Diepgen                         |        | CDU       |
| Bürgermeister/in                                  | Heinrich Lummer (bis 7. April 1986)      |        | CDU       |
| Bürgermeister/in                                  | Hanna-Renate Laurien (ab 17. April 1986) |        | CDU       |
| Senator für Bau- und Wohnungswesen                | Klaus Franke (bis 7. April 1986)         |        | CDU       |
| Senator für Bau- und Wohnungswesen                | Georg Wittwer (ab 17. April 1986)        |        | CDU       |
| Senator für Finanzen                              | Günter Rexrodt                           |        | FDP       |
| Senator für Gesundheit und Soziales               | Ulf Fink                                 |        | CDU       |
| Senator für Inneres                               | Heinrich Lummer (bis 7. April 1986)      |        | CDU       |
| Senator für Inneres                               | Wilhelm Kewenig (ab 17. April 1986)      |        | CDU       |
| Senatorin für Jugend und Familie                  | Cornelia Schmalz-Jacobsen                |        | FDP       |
| Senator für Justiz und Bundesangelegenheiten      | Rupert Scholz (bis 1988)                 |        | CDU       |
| Senator für Justiz und Bundesangelegenheiten      | Ludwig Rehlinger (ab 1988)               |        | CDU       |
| Senator für Kulturelle Angelegenheiten            | Volker Hassemer                          |        | CDU       |
| Senatorin für Schulwesen, Berufsbildung und Sport | Hanna-Renate Laurien                     |        | CDU       |
| Senator für Stadtentwicklung und Umweltschutz     | Horst Vetter (bis 7. April 1986)         |        | FDP       |
| Senator für Stadtentwicklung und Umweltschutz     | Jürgen Starnick (ab 17. April 1986)      |        | parteilos |
| Senator für Verkehr und Betriebe                  | Edmund Wronski                           |        | CDU       |
| Senator für Wirtschaft und Arbeit                 | Elmar Pieroth                            |        | CDU       |
| Senator für Wissenschaft und Forschung            | Wilhelm Kewenig (bis 17. April 1986)     |        | CDU       |
| Senator für Wissenschaft und Forschung            | George Turner (ab 17. April 1986)        |        | parteilos |